# فيرا فيشر (نحاتة)
فيرا فيشر (بالكرواتية: Vera Fischer)‏ هي نحّاتة كرواتية، ولدت في 27 يناير 1925 في زغرب في كرواتيا، وتوفيت في 14 يوليو 2009.